# Felix II. (Gegenpapst)

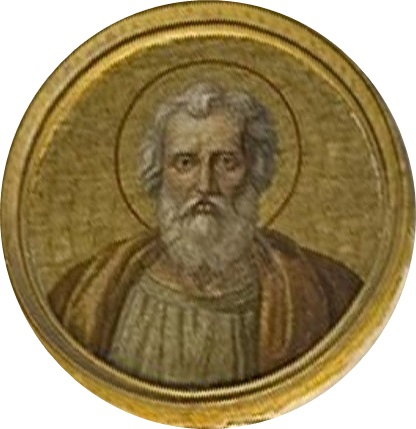
1850 geschaffenes Porträtmedaillon des Gegenpapstes Felix II. in der Papstbasilika Sankt Paul vor den Mauern

Felix II. († 22. November 365 in Portus Romae) war von 355 bis 358 Bischof von Rom, also Papst oder Gegenpapst der römisch-katholischen Kirche und wird teilweise als Märtyrer und Heiliger angesehen. Er gilt im Allgemeinen eher als Gegenpapst denn als Papst.
Um die unterschiedlichen Ansichten in dieser Frage entsprechend zu berücksichtigen, wird der rechtmäßige Papst Felix II. daher oft als „Felix II. (III.)“ notiert. Ebenso wird in der Namensgebung für Papst Felix III. verfahren: „Papst Felix III. (IV.)“. Im Fall der gegensätzlichen Meinung wird „Felix III. (II.)“ angegeben bzw. für den namensgleichen späteren Amtsträger: „Papst Felix IV. (III.)“. Es gilt also jeweils auf die niedrigere Zahl zu achten, um die von der katholischen Kirche praktizierte Nummerierung des Amtsnamens Felix zu erhalten.

## Leben
Die Zeit war geprägt von Auseinandersetzungen um die Glaubensanhänger der christlichen Glaubensanschauung des Arianismus, wobei diese offenbar starke Unterstützung in den Kreisen der weltlichen Herrscher erringen konnte, während zahlreiche Kirchenführer eher ablehnend waren. Als Papst Liberius von Kaiser Constantius II. verbannt wurde, weil er das Urteil des Kaisers zur Verbannung von Athanasius nicht mittragen wollte, wurde kurzerhand Felix II. 355 vom Archidiakon in Rom zum Papst erhoben. Da seine Wahl sowohl gegen die Wünsche des Klerus als auch des Volkes durchgeführt wurde, ging er als einer der Gegenpäpste in die Geschichte  ein. Prälaten, die zum Hof gehörten, führten die Krönungszeremonie durch. Während sich der Klerus bald Felix anschloss, wurde er jedoch vom Volk weiterhin abgelehnt.
357 stimmte Constantius dem dringenden Bitten einflussreicher römischer Damen zu, Liberius aus der Verbannung zu holen. Der Kaiser erließ ein Edikt, dass beide Bischöfe gleichberechtigt zusammen zu herrschen haben, aber Liberius wurde bei seiner Ankunft in Rom von allen Schichten derart enthusiastisch empfangen, dass Felix sich gezwungen sah, Rom umgehend zu verlassen.
Über sein restliches Lebens ist wenig bekannt, und die Zeugnisse darüber sind widersprüchlich. Wahrscheinlich verbrachte er die meiste Zeit auf seinen Gütern nahe Portus Romae. Er starb dort am 22. November 365. Seine Reliquien befinden sich in der Kirche Santa Maria Immacolata in Ceri (Cerveteri), die bis ins 19. Jahrhundert auch ihm gewidmet war.
Felix II. wurde in die Liste der Märtyrer aufgenommen, doch sind die Gründe unbekannt. Möglicherweise wurde er mit einem afrikanischen Bischof namens Felix verwechselt. Während des Pontifikats von Gregor XIII. wurde über die Aufnahme von Felix in die Reihe der ordentlichen Päpste diskutiert. Um die Frage zu beantworten, wurde sein Körper exhumiert, um Spuren von Wunderwirkung zu finden. Es heißt, die Worte Papst und Märtyrer seien auf seinem Körper gefunden worden, doch diese übernatürlichen Belege widersprechen den älteren Quellen der Kirche, weswegen Felix II. in heutiger Zeit nicht als regulärer Papst betrachtet wird.
Sein Gedenktag ist der 29. Juli.